# Sâi, Satu Mare
Sâi (nume anterior: Sâini, germană Scheindorf, maghiară Szinfalu) este un sat în comuna Valea Vinului din județul Satu Mare, Transilvania, România. Se află pe DC21.

 Acest articol despre o localitate din județul Satu Mare este deocamdată un ciot. Puteți ajuta Wikipedia prin completarea lui.